# Paris-Nice de 2022
A 80.ª edição da Paris-Nice foi uma corrida de ciclismo de estrada por etapas que se celebrou entre 6 e 13 de março de 2022 na França com início na cidade de Mantes-la-Ville e final na cidade de Nice sobre um percurso de 1196,6 quilómetros.
A corrida fez parte do UCI WorldTour de 2022, calendário ciclístico de máximo nível mundial, sendo a quarta corrida de dito circuito e foi vencida pelo esloveno Primož Roglič do Jumbo-Visma. Completaram o pódio, como segundo e terceiro classificado respectivamente, o britânico Simon Yates do BikeExchange-Jayco e o colombiano Daniel Felipe Martínez do Ineos Grenadiers.

## Equipas participantes
Tomaram parte na corrida 22 equipas: 18 de categoria UCI WorldTeam e 4 de categoria UCI ProTeam. Formaram assim um pelotão de 154 ciclistas dos que acabaram 59. As equipas participantes foram:
| Equipes WorldTeam (18)- AG2R Citroën Team - Astana Qazaqstan Team - Bahrain Victorious - BikeExchange-Jayco - Bora-Hansgrohe - Cofidis - Team DSM - EF Education-EasyPost - Groupama-FDJ - Ineos Grenadiers - Intermarché-Wanty-Gobert Matériaux - Israel-Premier Tech - Jumbo-Visma - Lotto-Soudal - Movistar Team - Quick-Step Alpha Vinyl - Trek-Segafredo - UAE Team Emirates Equipes ProTeam (4)- Alpecin-Fenix - Arkéa-Samsic - B&B Hotels-KTM - TotalEnergies |
| |

## Percorrido
A Paris-Nice dispôs de oito etapas  para um percurso total de 1196,6 quilómetros.
| Etapa | Data    | Percurso                                             | type                      | Distância (km) | Elevação (m) | Vencedor           | Líder geral        |
| ----- | ------- | ---------------------------------------------------- | ------------------------- | -------------- | ------------ | ------------------ | ------------------ |
| 1     | 6 mar.  | Mantes-la-Ville – Mantes-la-Ville                    | etapa plana               | 159,8          | 1 723 m      | Christophe Laporte | Christophe Laporte |
| 2     | 7 mar.  | Auffargis – Orleães                                  | etapa plana               | 159,2          | 707 m        | Fabio Jakobsen     | Christophe Laporte |
| 3     | 8 mar.  | Vierzon – Dun-le-Palestel                            | etapa escarpada           | 190,8          | 1 929 m      | Mads Pedersen      | Christophe Laporte |
| 4     | 9 mar.  | Domérat – Montluçon                                  | contrarrelógio individual | 13,4           | 188 m        | Wout van Aert      | Wout van Aert      |
| 5     | 10 mar. | Saint-Just-Saint-Rambert – Saint-Sauveur-de-Montagut | alta montanha             | 188,8          | 3 408 m      | Brandon McNulty    | Primož Roglič      |
| 6     | 11 mar. | Courthézon – Aubagne                                 | etapa escarpada           | 213,6          | 2 878 m      | Mathieu Burgaudeau | Primož Roglič      |
| 7     | 12 mar. | Nice – Col de Turini                                 | alta montanha             | 155,4          | 3 582 m      | Primož Roglič      | Primož Roglič      |
| 8     | 13 mar. | Nice – Nice                                          | alta montanha             | 115,6          | 2 436 m      | Simon Yates        | Primož Roglič      |

## Desenvolvimento da corrida

### 1.ª etapa
| Mantes-la-Ville - Mantes-la-Ville | etapa plana | (159,8 km) |

| \| Classificação por etapas \| Classificação por etapas \| Classificação por etapas \| Classificação por etapas \| Classificação por etapas \| \| Ciclista \| Ciclista \| Equipe \| Tempo \| \| \| ------------------------ \| ------------------------ \| ---------------------------------- \| ------------------------ \| ------------------------ \| \| 1. \| Christophe Laporte \| Jumbo-Visma \| 3h48m38s \| \| \| 2. \| Primož Roglič \| Jumbo-Visma \| + 0s \| \| \| 3. \| Wout van Aert \| Jumbo-Visma \| + 0s \| \| \| 4. \| Pierre Latour \| TotalEnergies \| + 19s \| \| \| 5. \| Mads Pedersen \| Trek-Segafredo \| + 22s \| \| \| 6. \| Biniam Girmay \| Intermarché-Wanty-Gobert Matériaux \| + 22s \| \| \| 7. \| Iván García Cortina \| Movistar Team \| + 22s \| \| \| 8. \| Fred Wright \| Bahrain Victorious \| + 22s \| \| \| 9. \| Jasper Philipsen \| Alpecin-Fenix \| + 22s \| \| \| 10. \| Florian Sénéchal \| Quick-Step Alpha Vinyl \| + 22s \| \| |                     |                                    |          |
| |                     |                                    |          |
| Fonte: ProCyclingStats |                     |                                    |          |
| Classificação por etapas |                     |                                    |          |
| Ciclista | Ciclista            | Equipe                             | Tempo    |
| 1. | Christophe Laporte  | Jumbo-Visma                        | 3h48m38s |
| 2. | Primož Roglič       | Jumbo-Visma                        | + 0s     |
| 3. | Wout van Aert       | Jumbo-Visma                        | + 0s     |
| 4. | Pierre Latour       | TotalEnergies                      | + 19s    |
| 5. | Mads Pedersen       | Trek-Segafredo                     | + 22s    |
| 6. | Biniam Girmay       | Intermarché-Wanty-Gobert Matériaux | + 22s    |
| 7. | Iván García Cortina | Movistar Team                      | + 22s    |
| 8. | Fred Wright         | Bahrain Victorious                 | + 22s    |
| 9. | Jasper Philipsen    | Alpecin-Fenix                      | + 22s    |
| 10. | Florian Sénéchal    | Quick-Step Alpha Vinyl             | + 22s    |

| \| Classificação geral \| Classificação geral \| Classificação geral \| Classificação geral \| Classificação geral \| \| Ciclista \| Ciclista \| Equipe \| Tempo \| \| \| ------------------- \| ------------------- \| ---------------------------------- \| ------------------- \| ------------------- \| \| 1. \| Christophe Laporte \| Jumbo-Visma \| 3h48m28s \| \| \| 2. \| Primož Roglič \| Jumbo-Visma \| + 4s \| \| \| 3. \| Wout van Aert \| Jumbo-Visma \| + 6s \| \| \| 4. \| Pierre Latour \| TotalEnergies \| + 29s \| \| \| 5. \| Mads Pedersen \| Trek-Segafredo \| + 32s \| \| \| 6. \| Biniam Girmay \| Intermarché-Wanty-Gobert Matériaux \| + 32s \| \| \| 7. \| Iván García Cortina \| Movistar Team \| + 32s \| \| \| 8. \| Fred Wright \| Bahrain Victorious \| + 32s \| \| \| 9. \| Jasper Philipsen \| Alpecin-Fenix \| + 32s \| \| \| 10. \| Florian Sénéchal \| Quick-Step Alpha Vinyl \| + 32s \| \| |                     |                                    |          |
| |                     |                                    |          |
| Fonte: ProCyclingStats |                     |                                    |          |
| Classificação geral |                     |                                    |          |
| Ciclista | Ciclista            | Equipe                             | Tempo    |
| 1. | Christophe Laporte  | Jumbo-Visma                        | 3h48m28s |
| 2. | Primož Roglič       | Jumbo-Visma                        | + 4s     |
| 3. | Wout van Aert       | Jumbo-Visma                        | + 6s     |
| 4. | Pierre Latour       | TotalEnergies                      | + 29s    |
| 5. | Mads Pedersen       | Trek-Segafredo                     | + 32s    |
| 6. | Biniam Girmay       | Intermarché-Wanty-Gobert Matériaux | + 32s    |
| 7. | Iván García Cortina | Movistar Team                      | + 32s    |
| 8. | Fred Wright         | Bahrain Victorious                 | + 32s    |
| 9. | Jasper Philipsen    | Alpecin-Fenix                      | + 32s    |
| 10. | Florian Sénéchal    | Quick-Step Alpha Vinyl             | + 32s    |

### 2.ª etapa
| Auffargis - Orleães | etapa plana | (159,2 km) |

| \| Classificação por etapas \| Classificação por etapas \| Classificação por etapas \| Classificação por etapas \| Classificação por etapas \| \| Ciclista \| Ciclista \| Equipe \| Tempo \| \| \| ------------------------ \| ------------------------ \| ------------------------ \| ------------------------ \| ------------------------ \| \| 1. \| Fabio Jakobsen \| Quick-Step Alpha Vinyl \| 3h22m54s \| \| \| 2. \| Wout van Aert \| Jumbo-Visma \| + 0s \| \| \| 3. \| Christophe Laporte \| Jumbo-Visma \| + 0s \| \| \| 4. \| Luka Mezgec \| BikeExchange-Jayco \| + 0s \| \| \| 5. \| Mads Pedersen \| Trek-Segafredo \| + 0s \| \| \| 6. \| Jasper Stuyven \| Trek-Segafredo \| + 0s \| \| \| 7. \| Luca Mozzato \| B&B Hotels-KTM \| + 0s \| \| \| 8. \| Juan Sebastián Molano \| UAE Team Emirates \| + 0s \| \| \| 9. \| Oliver Naesen \| AG2R Citroën Team \| + 0s \| \| \| 10. \| Cees Bol \| Team DSM \| + 0s \| \| |                       |                        |          |
| |                       |                        |          |
| Fonte: ProCyclingStats |                       |                        |          |
| Classificação por etapas |                       |                        |          |
| Ciclista | Ciclista              | Equipe                 | Tempo    |
| 1. | Fabio Jakobsen        | Quick-Step Alpha Vinyl | 3h22m54s |
| 2. | Wout van Aert         | Jumbo-Visma            | + 0s     |
| 3. | Christophe Laporte    | Jumbo-Visma            | + 0s     |
| 4. | Luka Mezgec           | BikeExchange-Jayco     | + 0s     |
| 5. | Mads Pedersen         | Trek-Segafredo         | + 0s     |
| 6. | Jasper Stuyven        | Trek-Segafredo         | + 0s     |
| 7. | Luca Mozzato          | B&B Hotels-KTM         | + 0s     |
| 8. | Juan Sebastián Molano | UAE Team Emirates      | + 0s     |
| 9. | Oliver Naesen         | AG2R Citroën Team      | + 0s     |
| 10. | Cees Bol              | Team DSM               | + 0s     |

| \| Classificação geral \| Classificação geral \| Classificação geral \| Classificação geral \| Classificação geral \| \| Ciclista \| Ciclista \| Equipe \| Tempo \| \| \| ------------------- \| ------------------- \| ---------------------- \| ------------------- \| ------------------- \| \| 1. \| Christophe Laporte \| Jumbo-Visma \| 7h11m15s \| \| \| 2. \| Wout van Aert \| Jumbo-Visma \| + 5s \| \| \| 3. \| Primož Roglič \| Jumbo-Visma \| + 11s \| \| \| 4. \| Pierre Latour \| TotalEnergies \| + 36s \| \| \| 5. \| Zdeněk Štybar \| Quick-Step Alpha Vinyl \| + 38s \| \| \| 6. \| Mads Pedersen \| Trek-Segafredo \| + 39s \| \| \| 7. \| Jasper Stuyven \| Trek-Segafredo \| + 39s \| \| \| 8. \| Florian Sénéchal \| Quick-Step Alpha Vinyl \| + 39s \| \| \| 9. \| Bryan Coquard \| Cofidis \| + 39s \| \| \| 10. \| Aleksandr Vlasov \| Bora-Hansgrohe \| + 39s \| \| |                    |                        |          |
| |                    |                        |          |
| Fonte: ProCyclingStats |                    |                        |          |
| Classificação geral |                    |                        |          |
| Ciclista | Ciclista           | Equipe                 | Tempo    |
| 1. | Christophe Laporte | Jumbo-Visma            | 7h11m15s |
| 2. | Wout van Aert      | Jumbo-Visma            | + 5s     |
| 3. | Primož Roglič      | Jumbo-Visma            | + 11s    |
| 4. | Pierre Latour      | TotalEnergies          | + 36s    |
| 5. | Zdeněk Štybar      | Quick-Step Alpha Vinyl | + 38s    |
| 6. | Mads Pedersen      | Trek-Segafredo         | + 39s    |
| 7. | Jasper Stuyven     | Trek-Segafredo         | + 39s    |
| 8. | Florian Sénéchal   | Quick-Step Alpha Vinyl | + 39s    |
| 9. | Bryan Coquard      | Cofidis                | + 39s    |
| 10. | Aleksandr Vlasov   | Bora-Hansgrohe         | + 39s    |

### 3.ª etapa
| Vierzon - Dun-le-Palestel | etapa escarpada | (190,8 km) |

| \| Classificação por etapas \| Classificação por etapas \| Classificação por etapas \| Classificação por etapas \| Classificação por etapas \| \| Ciclista \| Ciclista \| Equipe \| Tempo \| \| \| ------------------------ \| ------------------------ \| ---------------------------------- \| ------------------------ \| ------------------------ \| \| 1. \| Mads Pedersen \| Trek-Segafredo \| 4h23m29s \| \| \| 2. \| Bryan Coquard \| Cofidis \| + 0s \| \| \| 3. \| Wout van Aert \| Jumbo-Visma \| + 0s \| \| \| 4. \| Jasper Philipsen \| Alpecin-Fenix \| + 0s \| \| \| 5. \| Anthony Turgis \| TotalEnergies \| + 0s \| \| \| 6. \| Biniam Girmay \| Intermarché-Wanty-Gobert Matériaux \| + 0s \| \| \| 7. \| Fred Wright \| Bahrain Victorious \| + 0s \| \| \| 8. \| Danny van Poppel \| Bora-Hansgrohe \| + 0s \| \| \| 9. \| Ethan Hayter \| Ineos Grenadiers \| + 0s \| \| \| 10. \| Juan Sebastián Molano \| UAE Team Emirates \| + 0s \| \| |                       |                                    |          |
| |                       |                                    |          |
| Fonte: ProCyclingStats |                       |                                    |          |
| Classificação por etapas |                       |                                    |          |
| Ciclista | Ciclista              | Equipe                             | Tempo    |
| 1. | Mads Pedersen         | Trek-Segafredo                     | 4h23m29s |
| 2. | Bryan Coquard         | Cofidis                            | + 0s     |
| 3. | Wout van Aert         | Jumbo-Visma                        | + 0s     |
| 4. | Jasper Philipsen      | Alpecin-Fenix                      | + 0s     |
| 5. | Anthony Turgis        | TotalEnergies                      | + 0s     |
| 6. | Biniam Girmay         | Intermarché-Wanty-Gobert Matériaux | + 0s     |
| 7. | Fred Wright           | Bahrain Victorious                 | + 0s     |
| 8. | Danny van Poppel      | Bora-Hansgrohe                     | + 0s     |
| 9. | Ethan Hayter          | Ineos Grenadiers                   | + 0s     |
| 10. | Juan Sebastián Molano | UAE Team Emirates                  | + 0s     |

| \| Classificação geral \| Classificação geral \| Classificação geral \| Classificação geral \| Classificação geral \| \| Ciclista \| Ciclista \| Equipe \| Tempo \| \| \| ------------------- \| ------------------- \| ---------------------- \| ------------------- \| ------------------- \| \| 1. \| Christophe Laporte \| Jumbo-Visma \| 11h34m44s \| \| \| 2. \| Wout van Aert \| Jumbo-Visma \| + 1s \| \| \| 3. \| Primož Roglič \| Jumbo-Visma \| + 9s \| \| \| 4. \| Mads Pedersen \| Trek-Segafredo \| + 29s \| \| \| 5. \| Bryan Coquard \| Cofidis \| + 33s \| \| \| 6. \| Pierre Latour \| TotalEnergies \| + 33s \| \| \| 7. \| Zdeněk Štybar \| Quick-Step Alpha Vinyl \| + 38s \| \| \| 8. \| Jasper Stuyven \| Trek-Segafredo \| + 38s \| \| \| 9. \| Aleksandr Vlasov \| Bora-Hansgrohe \| + 39s \| \| \| 10. \| Florian Sénéchal \| Quick-Step Alpha Vinyl \| + 39s \| \| |                    |                        |           |
| |                    |                        |           |
| Fonte: ProCyclingStats |                    |                        |           |
| Classificação geral |                    |                        |           |
| Ciclista | Ciclista           | Equipe                 | Tempo     |
| 1. | Christophe Laporte | Jumbo-Visma            | 11h34m44s |
| 2. | Wout van Aert      | Jumbo-Visma            | + 1s      |
| 3. | Primož Roglič      | Jumbo-Visma            | + 9s      |
| 4. | Mads Pedersen      | Trek-Segafredo         | + 29s     |
| 5. | Bryan Coquard      | Cofidis                | + 33s     |
| 6. | Pierre Latour      | TotalEnergies          | + 33s     |
| 7. | Zdeněk Štybar      | Quick-Step Alpha Vinyl | + 38s     |
| 8. | Jasper Stuyven     | Trek-Segafredo         | + 38s     |
| 9. | Aleksandr Vlasov   | Bora-Hansgrohe         | + 39s     |
| 10. | Florian Sénéchal   | Quick-Step Alpha Vinyl | + 39s     |

### 4.ª etapa
| Domérat - Montluçon | contrarrelógio individual | (13,4 km) |

| \| Classificação por etapas \| Classificação por etapas \| Classificação por etapas \| Classificação por etapas \| Classificação por etapas \| \| Ciclista \| Ciclista \| Equipe \| Tempo \| \| \| ------------------------ \| ------------------------ \| ------------------------ \| ------------------------ \| ------------------------ \| \| 1. \| Wout van Aert \| Jumbo-Visma \| 16m20s \| \| \| 2. \| Primož Roglič \| Jumbo-Visma \| + 2s \| \| \| 3. \| Rohan Dennis \| Jumbo-Visma \| + 6s \| \| \| 4. \| Stefan Küng \| Groupama-FDJ \| + 10s \| \| \| 5. \| Simon Yates \| BikeExchange-Jayco \| + 11s \| \| \| 6. \| Ethan Hayter \| Ineos Grenadiers \| + 14s \| \| \| 7. \| Pierre Latour \| TotalEnergies \| + 19s \| \| \| 8. \| Stefan Bissegger \| EF Education-EasyPost \| + 21s \| \| \| 9. \| Mads Pedersen \| Trek-Segafredo \| + 25s \| \| \| 10. \| Daniel Felipe Martínez \| Ineos Grenadiers \| + 28s \| \| |                        |                       |        |
| |                        |                       |        |
| Fonte: ProCyclingStats |                        |                       |        |
| Classificação por etapas |                        |                       |        |
| Ciclista | Ciclista               | Equipe                | Tempo  |
| 1. | Wout van Aert          | Jumbo-Visma           | 16m20s |
| 2. | Primož Roglič          | Jumbo-Visma           | + 2s   |
| 3. | Rohan Dennis           | Jumbo-Visma           | + 6s   |
| 4. | Stefan Küng            | Groupama-FDJ          | + 10s  |
| 5. | Simon Yates            | BikeExchange-Jayco    | + 11s  |
| 6. | Ethan Hayter           | Ineos Grenadiers      | + 14s  |
| 7. | Pierre Latour          | TotalEnergies         | + 19s  |
| 8. | Stefan Bissegger       | EF Education-EasyPost | + 21s  |
| 9. | Mads Pedersen          | Trek-Segafredo        | + 25s  |
| 10. | Daniel Felipe Martínez | Ineos Grenadiers      | + 28s  |

| \| Classificação geral \| Classificação geral \| Classificação geral \| Classificação geral \| Classificação geral \| \| Ciclista \| Ciclista \| Equipe \| Tempo \| \| \| ------------------- \| ---------------------- \| --------------------- \| ------------------- \| ------------------- \| \| 1. \| Wout van Aert \| Jumbo-Visma \| 11h51m05s \| \| \| 2. \| Primož Roglič \| Jumbo-Visma \| + 10s \| \| \| 3. \| Christophe Laporte \| Jumbo-Visma \| + 28s \| \| \| 4. \| Simon Yates \| BikeExchange-Jayco \| + 49s \| \| \| 5. \| Pierre Latour \| TotalEnergies \| + 51s \| \| \| 6. \| Mads Pedersen \| Trek-Segafredo \| + 53s \| \| \| 7. \| Daniel Felipe Martínez \| Ineos Grenadiers \| + 1m06s \| \| \| 8. \| Aleksandr Vlasov \| Bora-Hansgrohe \| + 1m09s \| \| \| 9. \| Stefan Bissegger \| EF Education-EasyPost \| + 1m13s \| \| \| 10. \| Søren Kragh Andersen \| Team DSM \| + 1m19s \| \| |                        |                       |           |
| |                        |                       |           |
| Fonte: ProCyclingStats |                        |                       |           |
| Classificação geral |                        |                       |           |
| Ciclista | Ciclista               | Equipe                | Tempo     |
| 1. | Wout van Aert          | Jumbo-Visma           | 11h51m05s |
| 2. | Primož Roglič          | Jumbo-Visma           | + 10s     |
| 3. | Christophe Laporte     | Jumbo-Visma           | + 28s     |
| 4. | Simon Yates            | BikeExchange-Jayco    | + 49s     |
| 5. | Pierre Latour          | TotalEnergies         | + 51s     |
| 6. | Mads Pedersen          | Trek-Segafredo        | + 53s     |
| 7. | Daniel Felipe Martínez | Ineos Grenadiers      | + 1m06s   |
| 8. | Aleksandr Vlasov       | Bora-Hansgrohe        | + 1m09s   |
| 9. | Stefan Bissegger       | EF Education-EasyPost | + 1m13s   |
| 10. | Søren Kragh Andersen   | Team DSM              | + 1m19s   |

### 5.ª etapa
| Saint-Just-Saint-Rambert - Saint-Sauveur-de-Montagut | alta montanha | (188,8 km) |

| \| Classificação por etapas \| Classificação por etapas \| Classificação por etapas \| Classificação por etapas \| Classificação por etapas \| \| Ciclista \| Ciclista \| Equipe \| Tempo \| \| \| ------------------------ \| ------------------------ \| ------------------------ \| ------------------------ \| ------------------------ \| \| 1. \| Brandon McNulty \| UAE Team Emirates \| 4h53m30s \| \| \| 2. \| Franck Bonnamour \| B&B Hotels-KTM \| + 1m58s \| \| \| 3. \| Matteo Jorgenson \| Movistar Team \| + 1m58s \| \| \| 4. \| Harm Vanhoucke \| Lotto-Soudal \| + 2m30s \| \| \| 5. \| Laurent Pichon \| Arkéa-Samsic \| + 4m01s \| \| \| 6. \| Anthony Turgis \| TotalEnergies \| + 4m02s \| \| \| 7. \| Valentin Madouas \| Groupama-FDJ \| + 4m57s \| \| \| 8. \| Owain Doull \| EF Education-EasyPost \| + 4m57s \| \| \| 9. \| Pierre Latour \| TotalEnergies \| + 5m43s \| \| \| 10. \| Quentin Pacher \| Groupama-FDJ \| + 5m43s \| \| |                  |                       |          |
| |                  |                       |          |
| Fonte: ProCyclingStats |                  |                       |          |
| Classificação por etapas |                  |                       |          |
| Ciclista | Ciclista         | Equipe                | Tempo    |
| 1. | Brandon McNulty  | UAE Team Emirates     | 4h53m30s |
| 2. | Franck Bonnamour | B&B Hotels-KTM        | + 1m58s  |
| 3. | Matteo Jorgenson | Movistar Team         | + 1m58s  |
| 4. | Harm Vanhoucke   | Lotto-Soudal          | + 2m30s  |
| 5. | Laurent Pichon   | Arkéa-Samsic          | + 4m01s  |
| 6. | Anthony Turgis   | TotalEnergies         | + 4m02s  |
| 7. | Valentin Madouas | Groupama-FDJ          | + 4m57s  |
| 8. | Owain Doull      | EF Education-EasyPost | + 4m57s  |
| 9. | Pierre Latour    | TotalEnergies         | + 5m43s  |
| 10. | Quentin Pacher   | Groupama-FDJ          | + 5m43s  |

| \| Classificação geral \| Classificação geral \| Classificação geral \| Classificação geral \| Classificação geral \| \| Ciclista \| Ciclista \| Equipe \| Tempo \| \| \| ------------------- \| ---------------------- \| ------------------- \| ------------------- \| ------------------- \| \| 1. \| Primož Roglič \| Jumbo-Visma \| 16h50m28s \| \| \| 2. \| Simon Yates \| BikeExchange-Jayco \| + 39s \| \| \| 3. \| Pierre Latour \| TotalEnergies \| + 41s \| \| \| 4. \| Daniel Felipe Martínez \| Ineos Grenadiers \| + 56s \| \| \| 5. \| Aleksandr Vlasov \| Bora-Hansgrohe \| + 59s \| \| \| 6. \| Adam Yates \| Ineos Grenadiers \| + 1m11s \| \| \| 7. \| Søren Kragh Andersen \| Team DSM \| + 1m26s \| \| \| 8. \| Jack Haig \| Bahrain Victorious \| + 1m35s \| \| \| 9. \| Nairo Quintana \| Arkéa-Samsic \| + 1m45s \| \| \| 10. \| Ion Izagirre \| Cofidis \| + 2m01s \| \| |                        |                    |           |
| |                        |                    |           |
| Fonte: ProCyclingStats |                        |                    |           |
| Classificação geral |                        |                    |           |
| Ciclista | Ciclista               | Equipe             | Tempo     |
| 1. | Primož Roglič          | Jumbo-Visma        | 16h50m28s |
| 2. | Simon Yates            | BikeExchange-Jayco | + 39s     |
| 3. | Pierre Latour          | TotalEnergies      | + 41s     |
| 4. | Daniel Felipe Martínez | Ineos Grenadiers   | + 56s     |
| 5. | Aleksandr Vlasov       | Bora-Hansgrohe     | + 59s     |
| 6. | Adam Yates             | Ineos Grenadiers   | + 1m11s   |
| 7. | Søren Kragh Andersen   | Team DSM           | + 1m26s   |
| 8. | Jack Haig              | Bahrain Victorious | + 1m35s   |
| 9. | Nairo Quintana         | Arkéa-Samsic       | + 1m45s   |
| 10. | Ion Izagirre           | Cofidis            | + 2m01s   |

### 6.ª etapa
| Courthézon - Aubagne | etapa escarpada | (213,6 km) |

| \| Classificação por etapas \| Classificação por etapas \| Classificação por etapas \| Classificação por etapas \| Classificação por etapas \| \| Ciclista \| Ciclista \| Equipe \| Tempo \| \| \| ------------------------ \| ------------------------ \| ---------------------------------- \| ------------------------ \| ------------------------ \| \| 1. \| Mathieu Burgaudeau \| TotalEnergies \| 5h33m06s \| \| \| 2. \| Mads Pedersen \| Trek-Segafredo \| + 0s \| \| \| 3. \| Wout van Aert \| Jumbo-Visma \| + 0s \| \| \| 4. \| Biniam Girmay \| Intermarché-Wanty-Gobert Matériaux \| + 0s \| \| \| 5. \| Bryan Coquard \| Cofidis \| + 0s \| \| \| 6. \| Luka Mezgec \| BikeExchange-Jayco \| + 0s \| \| \| 7. \| Iván García Cortina \| Movistar Team \| + 0s \| \| \| 8. \| Dorian Godon \| AG2R Citroën Team \| + 0s \| \| \| 9. \| Florian Sénéchal \| Quick-Step Alpha Vinyl \| + 0s \| \| \| 10. \| Luca Mozzato \| B&B Hotels-KTM \| + 0s \| \| |                     |                                    |          |
| |                     |                                    |          |
| Fonte: ProCyclingStats |                     |                                    |          |
| Classificação por etapas |                     |                                    |          |
| Ciclista | Ciclista            | Equipe                             | Tempo    |
| 1. | Mathieu Burgaudeau  | TotalEnergies                      | 5h33m06s |
| 2. | Mads Pedersen       | Trek-Segafredo                     | + 0s     |
| 3. | Wout van Aert       | Jumbo-Visma                        | + 0s     |
| 4. | Biniam Girmay       | Intermarché-Wanty-Gobert Matériaux | + 0s     |
| 5. | Bryan Coquard       | Cofidis                            | + 0s     |
| 6. | Luka Mezgec         | BikeExchange-Jayco                 | + 0s     |
| 7. | Iván García Cortina | Movistar Team                      | + 0s     |
| 8. | Dorian Godon        | AG2R Citroën Team                  | + 0s     |
| 9. | Florian Sénéchal    | Quick-Step Alpha Vinyl             | + 0s     |
| 10. | Luca Mozzato        | B&B Hotels-KTM                     | + 0s     |

| \| Classificação geral \| Classificação geral \| Classificação geral \| Classificação geral \| Classificação geral \| \| Ciclista \| Ciclista \| Equipe \| Tempo \| \| \| ------------------- \| ---------------------- \| ------------------- \| ------------------- \| ------------------- \| \| 1. \| Primož Roglič \| Jumbo-Visma \| 22h23m34s \| \| \| 2. \| Simon Yates \| BikeExchange-Jayco \| + 39s \| \| \| 3. \| Pierre Latour \| TotalEnergies \| + 41s \| \| \| 4. \| Daniel Felipe Martínez \| Ineos Grenadiers \| + 56s \| \| \| 5. \| Aleksandr Vlasov \| Bora-Hansgrohe \| + 59s \| \| \| 6. \| Adam Yates \| Ineos Grenadiers \| + 1m11s \| \| \| 7. \| Søren Kragh Andersen \| Team DSM \| + 1m26s \| \| \| 8. \| Jack Haig \| Bahrain Victorious \| + 1m35s \| \| \| 9. \| Nairo Quintana \| Arkéa-Samsic \| + 1m45s \| \| \| 10. \| Ion Izagirre \| Cofidis \| + 2m01s \| \| |                        |                    |           |
| |                        |                    |           |
| Fonte: ProCyclingStats |                        |                    |           |
| Classificação geral |                        |                    |           |
| Ciclista | Ciclista               | Equipe             | Tempo     |
| 1. | Primož Roglič          | Jumbo-Visma        | 22h23m34s |
| 2. | Simon Yates            | BikeExchange-Jayco | + 39s     |
| 3. | Pierre Latour          | TotalEnergies      | + 41s     |
| 4. | Daniel Felipe Martínez | Ineos Grenadiers   | + 56s     |
| 5. | Aleksandr Vlasov       | Bora-Hansgrohe     | + 59s     |
| 6. | Adam Yates             | Ineos Grenadiers   | + 1m11s   |
| 7. | Søren Kragh Andersen   | Team DSM           | + 1m26s   |
| 8. | Jack Haig              | Bahrain Victorious | + 1m35s   |
| 9. | Nairo Quintana         | Arkéa-Samsic       | + 1m45s   |
| 10. | Ion Izagirre           | Cofidis            | + 2m01s   |

### 7.ª etapa
| Nice - Col de Turini | alta montanha | (155,4 km) |

| \| Classificação por etapas \| Classificação por etapas \| Classificação por etapas \| Classificação por etapas \| Classificação por etapas \| \| Ciclista \| Ciclista \| Equipe \| Tempo \| \| \| ------------------------ \| ------------------------ \| ------------------------ \| ------------------------ \| ------------------------ \| \| 1. \| Primož Roglič \| Jumbo-Visma \| 4h02m47s \| \| \| 2. \| Daniel Felipe Martínez \| Ineos Grenadiers \| + 0s \| \| \| 3. \| Simon Yates \| BikeExchange-Jayco \| + 2s \| \| \| 4. \| Nairo Quintana \| Arkéa-Samsic \| + 9s \| \| \| 5. \| João Almeida \| UAE Team Emirates \| + 11s \| \| \| 6. \| Brandon McNulty \| UAE Team Emirates \| + 25s \| \| \| 7. \| Jack Haig \| Bahrain Victorious \| + 27s \| \| \| 8. \| Adam Yates \| Ineos Grenadiers \| + 29s \| \| \| 9. \| Guillaume Martin \| Cofidis \| + 44s \| \| \| 10. \| Wout Poels \| Bahrain Victorious \| + 56s \| \| |                        |                    |          |
| |                        |                    |          |
| Fonte: ProCyclingStats |                        |                    |          |
| Classificação por etapas |                        |                    |          |
| Ciclista | Ciclista               | Equipe             | Tempo    |
| 1. | Primož Roglič          | Jumbo-Visma        | 4h02m47s |
| 2. | Daniel Felipe Martínez | Ineos Grenadiers   | + 0s     |
| 3. | Simon Yates            | BikeExchange-Jayco | + 2s     |
| 4. | Nairo Quintana         | Arkéa-Samsic       | + 9s     |
| 5. | João Almeida           | UAE Team Emirates  | + 11s    |
| 6. | Brandon McNulty        | UAE Team Emirates  | + 25s    |
| 7. | Jack Haig              | Bahrain Victorious | + 27s    |
| 8. | Adam Yates             | Ineos Grenadiers   | + 29s    |
| 9. | Guillaume Martin       | Cofidis            | + 44s    |
| 10. | Wout Poels             | Bahrain Victorious | + 56s    |

| \| Classificação geral \| Classificação geral \| Classificação geral \| Classificação geral \| Classificação geral \| \| Ciclista \| Ciclista \| Equipe \| Tempo \| \| \| ------------------- \| ---------------------- \| ------------------- \| ------------------- \| ------------------- \| \| 1. \| Primož Roglič \| Jumbo-Visma \| 26h26m11s \| \| \| 2. \| Simon Yates \| BikeExchange-Jayco \| + 47s \| \| \| 3. \| Daniel Felipe Martínez \| Ineos Grenadiers \| + 1m00s \| \| \| 4. \| Adam Yates \| Ineos Grenadiers \| + 1m50s \| \| \| 5. \| Nairo Quintana \| Arkéa-Samsic \| + 2m04s \| \| \| 6. \| Jack Haig \| Bahrain Victorious \| + 2m12s \| \| \| 7. \| Aleksandr Vlasov \| Bora-Hansgrohe \| + 2m22s \| \| \| 8. \| Pierre Latour \| TotalEnergies \| + 2m56s \| \| \| 9. \| Ion Izagirre \| Cofidis \| + 3m13s \| \| \| 10. \| João Almeida \| UAE Team Emirates \| + 3m29s \| \| |                        |                    |           |
| |                        |                    |           |
| Fonte: ProCyclingStats |                        |                    |           |
| Classificação geral |                        |                    |           |
| Ciclista | Ciclista               | Equipe             | Tempo     |
| 1. | Primož Roglič          | Jumbo-Visma        | 26h26m11s |
| 2. | Simon Yates            | BikeExchange-Jayco | + 47s     |
| 3. | Daniel Felipe Martínez | Ineos Grenadiers   | + 1m00s   |
| 4. | Adam Yates             | Ineos Grenadiers   | + 1m50s   |
| 5. | Nairo Quintana         | Arkéa-Samsic       | + 2m04s   |
| 6. | Jack Haig              | Bahrain Victorious | + 2m12s   |
| 7. | Aleksandr Vlasov       | Bora-Hansgrohe     | + 2m22s   |
| 8. | Pierre Latour          | TotalEnergies      | + 2m56s   |
| 9. | Ion Izagirre           | Cofidis            | + 3m13s   |
| 10. | João Almeida           | UAE Team Emirates  | + 3m29s   |

### 8.ª etapa
| Nice - Nice | alta montanha | (115,6 km) |

| \| Classificação por etapas \| Classificação por etapas \| Classificação por etapas \| Classificação por etapas \| Classificação por etapas \| \| Ciclista \| Ciclista \| Equipe \| Tempo \| \| \| ------------------------ \| ------------------------ \| ------------------------ \| ------------------------ \| ------------------------ \| \| 1. \| Simon Yates \| BikeExchange-Jayco \| 2h52m59s \| \| \| 2. \| Wout van Aert \| Jumbo-Visma \| + 9s \| \| \| 3. \| Primož Roglič \| Jumbo-Visma \| + 9s \| \| \| 4. \| Brandon McNulty \| UAE Team Emirates \| + 1m44s \| \| \| 5. \| Søren Kragh Andersen \| Team DSM \| + 1m44s \| \| \| 6. \| Stefan Küng \| Groupama-FDJ \| + 1m44s \| \| \| 7. \| Aurélien Paret-Peintre \| AG2R Citroën Team \| + 1m44s \| \| \| 8. \| Adam Yates \| Ineos Grenadiers \| + 1m44s \| \| \| 9. \| Wout Poels \| Bahrain Victorious \| + 1m44s \| \| \| 10. \| Ion Izagirre \| Cofidis \| + 1m44s \| \| |                        |                    |          |
| |                        |                    |          |
| Fonte: ProCyclingStats |                        |                    |          |
| Classificação por etapas |                        |                    |          |
| Ciclista | Ciclista               | Equipe             | Tempo    |
| 1. | Simon Yates            | BikeExchange-Jayco | 2h52m59s |
| 2. | Wout van Aert          | Jumbo-Visma        | + 9s     |
| 3. | Primož Roglič          | Jumbo-Visma        | + 9s     |
| 4. | Brandon McNulty        | UAE Team Emirates  | + 1m44s  |
| 5. | Søren Kragh Andersen   | Team DSM           | + 1m44s  |
| 6. | Stefan Küng            | Groupama-FDJ       | + 1m44s  |
| 7. | Aurélien Paret-Peintre | AG2R Citroën Team  | + 1m44s  |
| 8. | Adam Yates             | Ineos Grenadiers   | + 1m44s  |
| 9. | Wout Poels             | Bahrain Victorious | + 1m44s  |
| 10. | Ion Izagirre           | Cofidis            | + 1m44s  |

## Classificações finais
- As classificações finalizaram da seguinte forma:[4]

### Classificação geral
| \| Classificação geral \| Classificação geral \| Classificação geral \| Classificação geral \| Classificação geral \| \| Ciclista \| Ciclista \| Equipe \| Tempo \| \| \| ------------------- \| ---------------------- \| ------------------- \| ------------------- \| ------------------- \| \| 1. \| Primož Roglič \| Jumbo-Visma \| 29h19m15s \| \| \| 2. \| Simon Yates \| BikeExchange-Jayco \| + 29s \| \| \| 3. \| Daniel Felipe Martínez \| Ineos Grenadiers \| + 2m37s \| \| \| 4. \| Adam Yates \| Ineos Grenadiers \| + 3m29s \| \| \| 5. \| Nairo Quintana \| Arkéa-Samsic \| + 3m43s \| \| \| 6. \| Jack Haig \| Bahrain Victorious \| + 3m51s \| \| \| 7. \| Ion Izagirre \| Cofidis \| + 4m52s \| \| \| 8. \| João Almeida \| UAE Team Emirates \| + 5m43s \| \| \| 9. \| Guillaume Martin \| Cofidis \| + 5m48s \| \| \| 10. \| Aurélien Paret-Peintre \| AG2R Citroën Team \| + 6m32s \| \| |                        |                    |           |
| |                        |                    |           |
| Fonte: ProCyclingStats |                        |                    |           |
| Classificação geral |                        |                    |           |
| Ciclista | Ciclista               | Equipe             | Tempo     |
| 1. | Primož Roglič          | Jumbo-Visma        | 29h19m15s |
| 2. | Simon Yates            | BikeExchange-Jayco | + 29s     |
| 3. | Daniel Felipe Martínez | Ineos Grenadiers   | + 2m37s   |
| 4. | Adam Yates             | Ineos Grenadiers   | + 3m29s   |
| 5. | Nairo Quintana         | Arkéa-Samsic       | + 3m43s   |
| 6. | Jack Haig              | Bahrain Victorious | + 3m51s   |
| 7. | Ion Izagirre           | Cofidis            | + 4m52s   |
| 8. | João Almeida           | UAE Team Emirates  | + 5m43s   |
| 9. | Guillaume Martin       | Cofidis            | + 5m48s   |
| 10. | Aurélien Paret-Peintre | AG2R Citroën Team  | + 6m32s   |

### Classificação da montanha
| Classificação da montanha | Classificação da montanha | Classificação da montanha | Classificação da montanha | Classificação da montanha |
| Ciclista                  | Ciclista                  | Equipe                    | Pontos                    |                           |
| ------------------------- | ------------------------- | ------------------------- | ------------------------- | ------------------------- |
| 1.                        | Valentin Madouas          | Groupama-FDJ              | 44 pts                    |                           |
| 2.                        | Wout van Aert             | Jumbo-Visma               | 24 pts                    |                           |
| 3.                        | Primož Roglič             | Jumbo-Visma               | 22 pts                    |                           |
| 4.                        | Harm Vanhoucke            | Lotto-Soudal              | 20 pts                    |                           |
| 5.                        | Simon Yates               | BikeExchange-Jayco        | 14 pts                    |                           |
| 6.                        | Quentin Pacher            | Groupama-FDJ              | 13 pts                    |                           |
| 7.                        | Brandon McNulty           | UAE Team Emirates         | 12 pts                    |                           |
| 8.                        | Daniel Felipe Martínez    | Ineos Grenadiers          | 11 pts                    |                           |
| 9.                        | Victor Koretzky           | B&B Hotels-KTM            | 9 pts                     |                           |
| 10.                       | Rohan Dennis              | Jumbo-Visma               | 7 pts                     |                           |

### Classificação dos pontos
| Classificação por pontos | Classificação por pontos | Classificação por pontos | Classificação por pontos | Classificação por pontos |
| Ciclista                 | Ciclista                 | Equipe                   | Pontos                   |                          |
| ------------------------ | ------------------------ | ------------------------ | ------------------------ | ------------------------ |
| 1.                       | Wout van Aert            | Jumbo-Visma              | 72 pts                   |                          |
| 2.                       | Primož Roglič            | Jumbo-Visma              | 50 pts                   |                          |
| 3.                       | Mads Pedersen            | Trek-Segafredo           | 44 pts                   |                          |
| 4.                       | Simon Yates              | BikeExchange-Jayco       | 33 pts                   |                          |
| 5.                       | Brandon McNulty          | UAE Team Emirates        | 31 pts                   |                          |
| 6.                       | Christophe Laporte       | Jumbo-Visma              | 29 pts                   |                          |
| 7.                       | Mathieu Burgaudeau       | TotalEnergies            | 18 pts                   |                          |
| 8.                       | Bryan Coquard            | Cofidis                  | 18 pts                   |                          |
| 9.                       | Pierre Latour            | TotalEnergies            | 16 pts                   |                          |
| 10.                      | Franck Bonnamour         | B&B Hotels-KTM           | 16 pts                   |                          |

### Classificação dos jovens
| Classificação dos jovens | Classificação dos jovens | Classificação dos jovens           | Classificação dos jovens | Classificação dos jovens |
| Ciclista                 | Ciclista                 | Equipe                             | Tempo                    |                          |
| ------------------------ | ------------------------ | ---------------------------------- | ------------------------ | ------------------------ |
| 1.                       | João Almeida             | UAE Team Emirates                  | 29h24m58s                |                          |
| 2.                       | Andreas Leknessund       | Team DSM                           | + 2m30s                  |                          |
| 3.                       | Brandon McNulty          | UAE Team Emirates                  | + 4m22s                  |                          |
| 4.                       | Georg Zimmermann         | Intermarché-Wanty-Gobert Matériaux | + 20m45s                 |                          |
| 5.                       | Fred Wright              | Bahrain Victorious                 | + 28m09s                 |                          |
| 6.                       | Mathieu Burgaudeau       | TotalEnergies                      | + 30m05s                 |                          |
| 7.                       | Finn Fisher-Black        | UAE Team Emirates                  | + 41m50s                 |                          |
| 8.                       | Simon Guglielmi          | Arkéa-Samsic                       | + 1h13m32s               |                          |
| 9.                       | Matis Louvel             | Arkéa-Samsic                       | + 1h26m09s               |                          |
| 10.                      | Tobias Bayer             | Alpecin-Fenix                      | + 1h02m59s               |                          |

### Classificação por equipas
| Classificação por equipes | Classificação por equipes | Classificação por equipes | Classificação por equipes |
| Equipe                    | Equipe                    | Tempo                     |                           |
| ------------------------- | ------------------------- | ------------------------- | ------------------------- |
| 1.                        | UAE Team Emirates         | 88h19m56s                 |                           |
| 2.                        | Ineos Grenadiers          | + 7m32s                   |                           |
| 3.                        | Jumbo-Visma               | + 13m10s                  |                           |
| 4.                        | Bahrain Victorious        | + 20m33s                  |                           |
| 5.                        | Trek-Segafredo            | + 37m31s                  |                           |
| 6.                        | TotalEnergies             | + 38m40s                  |                           |
| 7.                        | Movistar Team             | + 44m16s                  |                           |
| 8.                        | Arkéa-Samsic              | + 49m51s                  |                           |
| 9.                        | Team DSM                  | + 50m24s                  |                           |
| 10.                       | Groupama-FDJ              | + 53m50s                  |                           |

## Evolução das classificações
Predefinição:Evolução das classificações em corrida de ciclismo

## Ciclistas participantes e posições finais
| Bora-Hansgrohe BOH | Bora-Hansgrohe BOH                    | Bora-Hansgrohe BOH |
| ------------------ | ------------------------------------- | ------------------ |
| Num                | Ciclista                              | Pos                |
| 1                  | Maximilian Schachmann (GER) (estrada) | NP-4               |
| 2                  | Sam Bennett (IRL)                     | DNF-8              |
| 3                  | Felix Großschartner (AUT)             | DNF-1              |
| 4                  | Ryan Mullen (IRL) (estrada e CRI)     | DNF-8              |
| 5                  | Nils Politt (GER)                     | NP-5               |
| 6                  | Danny van Poppel (NED)                | DNF-8              |
| 7                  | Aleksandr Vlasov (RUS) (CRI)          | DNF-8              |

| Cofidis COF | Cofidis COF              | Cofidis COF |
| ----------- | ------------------------ | ----------- |
| Num         | Ciclista                 | Pos         |
| 11          | Guillaume Martin (FRA)   | 9.          |
| 12          | Tom Bohli (SUI)          | DNF-5       |
| 13          | Bryan Coquard (FRA)      | DNF-8       |
| 14          | Rubén Fernández (ESP)    | DNF-6       |
| 15          | Simon Geschke (GER)      | NP-6        |
| 16          | Ion Izagirre (ESP) (CRI) | 7.          |
| 17          | Max Walscheid (GER)      | NP-7        |

| Jumbo-Visma TJV | Jumbo-Visma TJV               | Jumbo-Visma TJV |
| --------------- | ----------------------------- | --------------- |
| Num             | Ciclista                      | Pos             |
| 21              | Primož Roglič (SLO)           | 1.              |
| 22              | Rohan Dennis (AUS) (CRI)      | DNF-8           |
| 23              | Steven Kruijswijk (NED)       | 26.             |
| 24              | Christophe Laporte (FRA)      | DNF-8           |
| 25              | Mike Teunissen (NED)          | DNF-7           |
| 26              | Wout van Aert (BEL) (estrada) | 32.             |
| 27              | Nathan Van Hooydonck (BEL)    | DNF-8           |

| Arkéa-Samsic ARK | Arkéa-Samsic ARK      | Arkéa-Samsic ARK |
| ---------------- | --------------------- | ---------------- |
| Num              | Ciclista              | Pos              |
| 31               | Nairo Quintana (COL)  | 5.               |
| 32               | Amaury Capiot (BEL)   | NP-5             |
| 33               | Nicolas Edet (FRA)    | 36.              |
| 34               | Simon Guglielmi (FRA) | 54.              |
| 35               | Matis Louvel (FRA)    | 56.              |
| 36               | Laurent Pichon (FRA)  | 40.              |
| 37               | Connor Swift (GBR)    | 43.              |

| Ineos Grenadiers IGD | Ineos Grenadiers IGD               | Ineos Grenadiers IGD |
| -------------------- | ---------------------------------- | -------------------- |
| Num                  | Ciclista                           | Pos                  |
| 41                   | Adam Yates (GBR)                   | 4.                   |
| 42                   | Andrey Amador (CRC)                | 59.                  |
| 43                   | Omar Fraile (ESP) (estrada)        | 42.                  |
| 44                   | Ethan Hayter (GBR) (CRI)           | 45.                  |
| 45                   | Daniel Felipe Martínez (COL) (CRI) | 3.                   |
| 46                   | Luke Rowe (GBR)                    | DNF-8                |
| 47                   | Dylan van Baarle (NED)             | 25.                  |

| Astana Qazaqstan Team AST | Astana Qazaqstan Team AST        | Astana Qazaqstan Team AST |
| ------------------------- | -------------------------------- | ------------------------- |
| Num                       | Ciclista                         | Pos                       |
| 51                        | Samuele Battistella (ITA)        | DNF-3                     |
| 52                        | Stefan de Bod (RSA)              | DNF-7                     |
| 53                        | David de la Cruz (ESP)           | NP-8                      |
| 54                        | Yevgeniy Fedorov (KAZ) (estrada) | NP-7                      |
| 55                        | Fabio Felline (ITA)              | 28.                       |
| 56                        | Dmitriy Gruzdev (KAZ)            | NP-6                      |
| 57                        | Yuriy Natarov (KAZ)              | DNF-3                     |

| Bahrain Victorious TBV | Bahrain Victorious TBV          | Bahrain Victorious TBV |
| ---------------------- | ------------------------------- | ---------------------- |
| Num                    | Ciclista                        | Pos                    |
| 61                     | Sonny Colbrelli (ITA) (estrada) | NP-2                   |
| 62                     | Jack Haig (AUS)                 | 6.                     |
| 63                     | Gino Mäder (SUI)                | NP-5                   |
| 64                     | Domen Novak (SLO)               | DNF-8                  |
| 65                     | Wout Poels (NED)                | 15.                    |
| 66                     | Luis León Sánchez (ESP)         | DNF-5                  |
| 67                     | Fred Wright (GBR)               | 30.                    |

| Groupama-FDJ GFC | Groupama-FDJ GFC                    | Groupama-FDJ GFC |
| ---------------- | ----------------------------------- | ---------------- |
| Num              | Ciclista                            | Pos              |
| 71               | David Gaudu (FRA)                   | NP-8             |
| 72               | Kevin Geniets (LUX) (estrada e CRI) | NP-7             |
| 73               | Stefan Küng (SUI) (CRI)             | 21.              |
| 74               | Olivier Le Gac (FRA)                | 48.              |
| 75               | Valentin Madouas (FRA)              | 51.              |
| 76               | Quentin Pacher (FRA)                | 19.              |
| 77               | Michael Storer (AUS)                | NP-7             |

| UAE Team Emirates UAD | UAE Team Emirates UAD       | UAE Team Emirates UAD |
| --------------------- | --------------------------- | --------------------- |
| Num                   | Ciclista                    | Pos                   |
| 81                    | Brandon McNulty (USA)       | 12.                   |
| 82                    | Alexys Brunel (FRA)         | DNF-5                 |
| 83                    | Finn Fisher-Black (NZL)     | 38.                   |
| 84                    | João Almeida (POR) (CRI)    | 8.                    |
| 85                    | Juan Sebastián Molano (COL) | DNF-8                 |
| 86                    | Jan Polanc (SLO)            | DNF-6                 |
| 87                    | Matteo Trentin (ITA)        | NP-5                  |

| AG2R Citroën Team ACT | AG2R Citroën Team ACT        | AG2R Citroën Team ACT |
| --------------------- | ---------------------------- | --------------------- |
| Num                   | Ciclista                     | Pos                   |
| 91                    | Ben O'Connor (AUS)           | NP-4                  |
| 92                    | Clément Champoussin (FRA)    | NP-5                  |
| 93                    | Stan Dewulf (BEL)            | DNF-5                 |
| 94                    | Dorian Godon (FRA)           | 34.                   |
| 95                    | Oliver Naesen (BEL)          | DNF-7                 |
| 96                    | Aurélien Paret-Peintre (FRA) | 10.                   |
| 97                    | Damien Touzé (FRA)           | NP-8                  |

| Trek-Segafredo TFS | Trek-Segafredo TFS     | Trek-Segafredo TFS |
| ------------------ | ---------------------- | ------------------ |
| Num                | Ciclista               | Pos                |
| 101                | Bauke Mollema (NED)    | 18.                |
| 102                | Julien Bernard (FRA)   | 44.                |
| 103                | Markus Hoelgaard (NOR) | NP-6               |
| 104                | Alex Kirsch (LUX)      | 22.                |
| 105                | Mads Pedersen (DEN)    | 35.                |
| 106                | Jasper Stuyven (BEL)   | 37.                |
| 107                | Otto Vergaerde (BEL)   | DNF-8              |

| Quick-Step Alpha Vinyl QST | Quick-Step Alpha Vinyl QST | Quick-Step Alpha Vinyl QST |
| -------------------------- | -------------------------- | -------------------------- |
| Num                        | Ciclista                   | Pos                        |
| 111                        | Fabio Jakobsen (NED)       | DNF-6                      |
| 112                        | Iljo Keisse (BEL)          | DNF-8                      |
| 113                        | Yves Lampaert (BEL)        | NP-5                       |
| 114                        | Michael Mørkøv (DEN)       | DNF-8                      |
| 115                        | Florian Sénéchal (FRA)     | DNF-7                      |
| 116                        | Zdeněk Štybar (CZE)        | NP-5                       |
| 117                        | Mauri Vansevenant (BEL)    | 20.                        |

| BikeExchange-Jayco BEX | BikeExchange-Jayco BEX  | BikeExchange-Jayco BEX |
| ---------------------- | ----------------------- | ---------------------- |
| Num                    | Ciclista                | Pos                    |
| 121                    | Simon Yates (GBR)       | 2.                     |
| 122                    | Luke Durbridge (AUS)    | NP-6                   |
| 123                    | Dylan Groenewegen (NED) | NP-5                   |
| 124                    | Lucas Hamilton (AUS)    | NP-8                   |
| 125                    | Luka Mezgec (SLO)       | NP-8                   |
| 126                    | Nick Schultz (AUS)      | DNF-8                  |
| 127                    | Campbell Stewart (NZL)  | DNF-8                  |

| Movistar Team MOV | Movistar Team MOV         | Movistar Team MOV |
| ----------------- | ------------------------- | ----------------- |
| Num               | Ciclista                  | Pos               |
| 131               | Matteo Jorgenson (USA)    | NP-8              |
| 132               | Imanol Erviti (ESP)       | 39.               |
| 133               | Iván García Cortina (ESP) | 46.               |
| 134               | Gorka Izagirre (ESP)      | 29.               |
| 135               | Johan Jacobs (SUI)        | NP-8              |
| 136               | Gregor Mühlberger (AUT)   | DNF-8             |
| 137               | Albert Torres (ESP)       | 52.               |

| Team DSM DSM | Team DSM DSM               | Team DSM DSM |
| ------------ | -------------------------- | ------------ |
| Num          | Ciclista                   | Pos          |
| 141          | Søren Kragh Andersen (DEN) | 17.          |
| 142          | Cees Bol (NED)             | DNF-7        |
| 143          | John Degenkolb (GER)       | 41.          |
| 144          | Nico Denz (GER)            | 58.          |
| 145          | Nils Eekhoff (NED)         | DNF-2        |
| 146          | Andreas Leknessund (NOR)   | 11.          |
| 147          | Kevin Vermaerke (USA)      | NP-5         |

| Lotto-Soudal LTS | Lotto-Soudal LTS         | Lotto-Soudal LTS |
| ---------------- | ------------------------ | ---------------- |
| Num              | Ciclista                 | Pos              |
| 151              | Philippe Gilbert (BEL)   | DNF-8            |
| 152              | Steff Cras (BEL)         | 16.              |
| 153              | Thomas De Gendt (BEL)    | DNF-8            |
| 154              | Frederik Frison (BEL)    | 55.              |
| 155              | Sébastien Grignard (BEL) | DNF-8            |
| 156              | Matthew Holmes (GBR)     | NP-8             |
| 157              | Harm Vanhoucke (BEL)     | DNF-8            |

| EF Education-EasyPost EFE | EF Education-EasyPost EFE | EF Education-EasyPost EFE |
| ------------------------- | ------------------------- | ------------------------- |
| Num                       | Ciclista                  | Pos                       |
| 161                       | Stefan Bissegger (SUI)    | NP-5                      |
| 162                       | Simon Carr (GBR)          | DNF-8                     |
| 163                       | Owain Doull (GBR)         | 47.                       |
| 164                       | Jens Keukeleire (BEL)     | NP-5                      |
| 165                       | Neilson Powless (USA)     | NP-5                      |
| 166                       | Julius van den Berg (NED) | 53.                       |
| 167                       | Łukasz Wiśniowski (POL)   | DNF-5                     |

| TotalEnergies TEN | TotalEnergies TEN        | TotalEnergies TEN |
| ----------------- | ------------------------ | ----------------- |
| Num               | Ciclista                 | Pos               |
| 171               | Pierre Latour (FRA)      | 14.               |
| 172               | Niccolò Bonifazio (ITA)  | DNF-8             |
| 173               | Mathieu Burgaudeau (FRA) | 31.               |
| 174               | Fabien Doubey (FRA)      | 27.               |
| 175               | Geoffrey Soupe (FRA)     | NP-7              |
| 176               | Anthony Turgis (FRA)     | NP-7              |
| 177               | Alexis Vuillermoz (FRA)  | DNF-7             |

| Intermarché-Wanty-Gobert Matériaux IWG | Intermarché-Wanty-Gobert Matériaux IWG | Intermarché-Wanty-Gobert Matériaux IWG |
| -------------------------------------- | -------------------------------------- | -------------------------------------- |
| Num                                    | Ciclista                               | Pos                                    |
| 181                                    | Biniam Girmay (ERI)                    | DNF-7                                  |
| 182                                    | Dimitri Claeys (BEL)                   | NP-7                                   |
| 183                                    | Aimé De Gendt (BEL)                    | DNF-6                                  |
| 184                                    | Baptiste Planckaert (BEL)              | NP-6                                   |
| 185                                    | Rein Taaramäe (EST) (CRI)              | DNF-8                                  |
| 186                                    | Loïc Vliegen (BEL)                     | DNF-8                                  |
| 187                                    | Georg Zimmermann (GER)                 | 23.                                    |

| Israel-Premier Tech IPT | Israel-Premier Tech IPT          | Israel-Premier Tech IPT |
| ----------------------- | -------------------------------- | ----------------------- |
| Num                     | Ciclista                         | Pos                     |
| 191                     | Carl Fredrik Hagen (NOR)         | NP-5                    |
| 192                     | Rudy Barbier (FRA)               | NP-2                    |
| 193                     | Guillaume Boivin (CAN) (estrada) | NP-3                    |
| 194                     | Hugo Houle (CAN)                 | 13.                     |
| 195                     | James Piccoli (CAN)              | NP-5                    |
| 196                     | Mads Würtz (DEN) (estrada)       | DNF-2                   |
| 197                     | Tom Van Asbroeck (BEL)           | NP-5                    |

| Alpecin-Fenix AFC | Alpecin-Fenix AFC       | Alpecin-Fenix AFC |
| ----------------- | ----------------------- | ----------------- |
| Num               | Ciclista                | Pos               |
| 201               | Jasper Philipsen (BEL)  | NP-6              |
| 202               | Tobias Bayer (AUT)      | 50.               |
| 203               | Silvan Dillier (SUI)    | 33.               |
| 204               | Senne Leysen (BEL)      | 57.               |
| 205               | Jonas Rickaert (BEL)    | NP-5              |
| 206               | Kristian Sbaragli (ITA) | NP-5              |
| 207               | Jay Vine (AUS)          | NP-5              |

| B&B Hotels-KTM BBK | B&B Hotels-KTM BBK     | B&B Hotels-KTM BBK |
| ------------------ | ---------------------- | ------------------ |
| Num                | Ciclista               | Pos                |
| 211                | Franck Bonnamour (FRA) | 24.                |
| 212                | Alexis Gougeard (FRA)  | DNF-8              |
| 213                | Victor Koretzky (FRA)  | 49.                |
| 214                | Jérémy Lecroq (FRA)    | NP-8               |
| 215                | Cyril Lemoine (FRA)    | DNF-8              |
| 216                | Luca Mozzato (ITA)     | DNF-8              |
| 217                | Jordi Warlop (BEL)     | DNF-6              |

| Bora-Hansgrohe BOH | Bora-Hansgrohe BOH                    | Bora-Hansgrohe BOH |
| ------------------ | ------------------------------------- | ------------------ |
| Num                | Ciclista                              | Pos                |
| 1                  | Maximilian Schachmann (GER) (estrada) | NP-4               |
| 2                  | Sam Bennett (IRL)                     | DNF-8              |
| 3                  | Felix Großschartner (AUT)             | DNF-1              |
| 4                  | Ryan Mullen (IRL) (estrada e CRI)     | DNF-8              |
| 5                  | Nils Politt (GER)                     | NP-5               |
| 6                  | Danny van Poppel (NED)                | DNF-8              |
| 7                  | Aleksandr Vlasov (RUS) (CRI)          | DNF-8              |

| Cofidis COF | Cofidis COF              | Cofidis COF |
| ----------- | ------------------------ | ----------- |
| Num         | Ciclista                 | Pos         |
| 11          | Guillaume Martin (FRA)   | 9.          |
| 12          | Tom Bohli (SUI)          | DNF-5       |
| 13          | Bryan Coquard (FRA)      | DNF-8       |
| 14          | Rubén Fernández (ESP)    | DNF-6       |
| 15          | Simon Geschke (GER)      | NP-6        |
| 16          | Ion Izagirre (ESP) (CRI) | 7.          |
| 17          | Max Walscheid (GER)      | NP-7        |

| Jumbo-Visma TJV | Jumbo-Visma TJV               | Jumbo-Visma TJV |
| --------------- | ----------------------------- | --------------- |
| Num             | Ciclista                      | Pos             |
| 21              | Primož Roglič (SLO)           | 1.              |
| 22              | Rohan Dennis (AUS) (CRI)      | DNF-8           |
| 23              | Steven Kruijswijk (NED)       | 26.             |
| 24              | Christophe Laporte (FRA)      | DNF-8           |
| 25              | Mike Teunissen (NED)          | DNF-7           |
| 26              | Wout van Aert (BEL) (estrada) | 32.             |
| 27              | Nathan Van Hooydonck (BEL)    | DNF-8           |

| Arkéa-Samsic ARK | Arkéa-Samsic ARK      | Arkéa-Samsic ARK |
| ---------------- | --------------------- | ---------------- |
| Num              | Ciclista              | Pos              |
| 31               | Nairo Quintana (COL)  | 5.               |
| 32               | Amaury Capiot (BEL)   | NP-5             |
| 33               | Nicolas Edet (FRA)    | 36.              |
| 34               | Simon Guglielmi (FRA) | 54.              |
| 35               | Matis Louvel (FRA)    | 56.              |
| 36               | Laurent Pichon (FRA)  | 40.              |
| 37               | Connor Swift (GBR)    | 43.              |

| Ineos Grenadiers IGD | Ineos Grenadiers IGD               | Ineos Grenadiers IGD |
| -------------------- | ---------------------------------- | -------------------- |
| Num                  | Ciclista                           | Pos                  |
| 41                   | Adam Yates (GBR)                   | 4.                   |
| 42                   | Andrey Amador (CRC)                | 59.                  |
| 43                   | Omar Fraile (ESP) (estrada)        | 42.                  |
| 44                   | Ethan Hayter (GBR) (CRI)           | 45.                  |
| 45                   | Daniel Felipe Martínez (COL) (CRI) | 3.                   |
| 46                   | Luke Rowe (GBR)                    | DNF-8                |
| 47                   | Dylan van Baarle (NED)             | 25.                  |

| Astana Qazaqstan Team AST | Astana Qazaqstan Team AST        | Astana Qazaqstan Team AST |
| ------------------------- | -------------------------------- | ------------------------- |
| Num                       | Ciclista                         | Pos                       |
| 51                        | Samuele Battistella (ITA)        | DNF-3                     |
| 52                        | Stefan de Bod (RSA)              | DNF-7                     |
| 53                        | David de la Cruz (ESP)           | NP-8                      |
| 54                        | Yevgeniy Fedorov (KAZ) (estrada) | NP-7                      |
| 55                        | Fabio Felline (ITA)              | 28.                       |
| 56                        | Dmitriy Gruzdev (KAZ)            | NP-6                      |
| 57                        | Yuriy Natarov (KAZ)              | DNF-3                     |

| Bahrain Victorious TBV | Bahrain Victorious TBV          | Bahrain Victorious TBV |
| ---------------------- | ------------------------------- | ---------------------- |
| Num                    | Ciclista                        | Pos                    |
| 61                     | Sonny Colbrelli (ITA) (estrada) | NP-2                   |
| 62                     | Jack Haig (AUS)                 | 6.                     |
| 63                     | Gino Mäder (SUI)                | NP-5                   |
| 64                     | Domen Novak (SLO)               | DNF-8                  |
| 65                     | Wout Poels (NED)                | 15.                    |
| 66                     | Luis León Sánchez (ESP)         | DNF-5                  |
| 67                     | Fred Wright (GBR)               | 30.                    |

| Groupama-FDJ GFC | Groupama-FDJ GFC                    | Groupama-FDJ GFC |
| ---------------- | ----------------------------------- | ---------------- |
| Num              | Ciclista                            | Pos              |
| 71               | David Gaudu (FRA)                   | NP-8             |
| 72               | Kevin Geniets (LUX) (estrada e CRI) | NP-7             |
| 73               | Stefan Küng (SUI) (CRI)             | 21.              |
| 74               | Olivier Le Gac (FRA)                | 48.              |
| 75               | Valentin Madouas (FRA)              | 51.              |
| 76               | Quentin Pacher (FRA)                | 19.              |
| 77               | Michael Storer (AUS)                | NP-7             |

| UAE Team Emirates UAD | UAE Team Emirates UAD       | UAE Team Emirates UAD |
| --------------------- | --------------------------- | --------------------- |
| Num                   | Ciclista                    | Pos                   |
| 81                    | Brandon McNulty (USA)       | 12.                   |
| 82                    | Alexys Brunel (FRA)         | DNF-5                 |
| 83                    | Finn Fisher-Black (NZL)     | 38.                   |
| 84                    | João Almeida (POR) (CRI)    | 8.                    |
| 85                    | Juan Sebastián Molano (COL) | DNF-8                 |
| 86                    | Jan Polanc (SLO)            | DNF-6                 |
| 87                    | Matteo Trentin (ITA)        | NP-5                  |

| AG2R Citroën Team ACT | AG2R Citroën Team ACT        | AG2R Citroën Team ACT |
| --------------------- | ---------------------------- | --------------------- |
| Num                   | Ciclista                     | Pos                   |
| 91                    | Ben O'Connor (AUS)           | NP-4                  |
| 92                    | Clément Champoussin (FRA)    | NP-5                  |
| 93                    | Stan Dewulf (BEL)            | DNF-5                 |
| 94                    | Dorian Godon (FRA)           | 34.                   |
| 95                    | Oliver Naesen (BEL)          | DNF-7                 |
| 96                    | Aurélien Paret-Peintre (FRA) | 10.                   |
| 97                    | Damien Touzé (FRA)           | NP-8                  |

| Trek-Segafredo TFS | Trek-Segafredo TFS     | Trek-Segafredo TFS |
| ------------------ | ---------------------- | ------------------ |
| Num                | Ciclista               | Pos                |
| 101                | Bauke Mollema (NED)    | 18.                |
| 102                | Julien Bernard (FRA)   | 44.                |
| 103                | Markus Hoelgaard (NOR) | NP-6               |
| 104                | Alex Kirsch (LUX)      | 22.                |
| 105                | Mads Pedersen (DEN)    | 35.                |
| 106                | Jasper Stuyven (BEL)   | 37.                |
| 107                | Otto Vergaerde (BEL)   | DNF-8              |

| Quick-Step Alpha Vinyl QST | Quick-Step Alpha Vinyl QST | Quick-Step Alpha Vinyl QST |
| -------------------------- | -------------------------- | -------------------------- |
| Num                        | Ciclista                   | Pos                        |
| 111                        | Fabio Jakobsen (NED)       | DNF-6                      |
| 112                        | Iljo Keisse (BEL)          | DNF-8                      |
| 113                        | Yves Lampaert (BEL)        | NP-5                       |
| 114                        | Michael Mørkøv (DEN)       | DNF-8                      |
| 115                        | Florian Sénéchal (FRA)     | DNF-7                      |
| 116                        | Zdeněk Štybar (CZE)        | NP-5                       |
| 117                        | Mauri Vansevenant (BEL)    | 20.                        |

| BikeExchange-Jayco BEX | BikeExchange-Jayco BEX  | BikeExchange-Jayco BEX |
| ---------------------- | ----------------------- | ---------------------- |
| Num                    | Ciclista                | Pos                    |
| 121                    | Simon Yates (GBR)       | 2.                     |
| 122                    | Luke Durbridge (AUS)    | NP-6                   |
| 123                    | Dylan Groenewegen (NED) | NP-5                   |
| 124                    | Lucas Hamilton (AUS)    | NP-8                   |
| 125                    | Luka Mezgec (SLO)       | NP-8                   |
| 126                    | Nick Schultz (AUS)      | DNF-8                  |
| 127                    | Campbell Stewart (NZL)  | DNF-8                  |

| Movistar Team MOV | Movistar Team MOV         | Movistar Team MOV |
| ----------------- | ------------------------- | ----------------- |
| Num               | Ciclista                  | Pos               |
| 131               | Matteo Jorgenson (USA)    | NP-8              |
| 132               | Imanol Erviti (ESP)       | 39.               |
| 133               | Iván García Cortina (ESP) | 46.               |
| 134               | Gorka Izagirre (ESP)      | 29.               |
| 135               | Johan Jacobs (SUI)        | NP-8              |
| 136               | Gregor Mühlberger (AUT)   | DNF-8             |
| 137               | Albert Torres (ESP)       | 52.               |

| Team DSM DSM | Team DSM DSM               | Team DSM DSM |
| ------------ | -------------------------- | ------------ |
| Num          | Ciclista                   | Pos          |
| 141          | Søren Kragh Andersen (DEN) | 17.          |
| 142          | Cees Bol (NED)             | DNF-7        |
| 143          | John Degenkolb (GER)       | 41.          |
| 144          | Nico Denz (GER)            | 58.          |
| 145          | Nils Eekhoff (NED)         | DNF-2        |
| 146          | Andreas Leknessund (NOR)   | 11.          |
| 147          | Kevin Vermaerke (USA)      | NP-5         |

| Lotto-Soudal LTS | Lotto-Soudal LTS         | Lotto-Soudal LTS |
| ---------------- | ------------------------ | ---------------- |
| Num              | Ciclista                 | Pos              |
| 151              | Philippe Gilbert (BEL)   | DNF-8            |
| 152              | Steff Cras (BEL)         | 16.              |
| 153              | Thomas De Gendt (BEL)    | DNF-8            |
| 154              | Frederik Frison (BEL)    | 55.              |
| 155              | Sébastien Grignard (BEL) | DNF-8            |
| 156              | Matthew Holmes (GBR)     | NP-8             |
| 157              | Harm Vanhoucke (BEL)     | DNF-8            |

| EF Education-EasyPost EFE | EF Education-EasyPost EFE | EF Education-EasyPost EFE |
| ------------------------- | ------------------------- | ------------------------- |
| Num                       | Ciclista                  | Pos                       |
| 161                       | Stefan Bissegger (SUI)    | NP-5                      |
| 162                       | Simon Carr (GBR)          | DNF-8                     |
| 163                       | Owain Doull (GBR)         | 47.                       |
| 164                       | Jens Keukeleire (BEL)     | NP-5                      |
| 165                       | Neilson Powless (USA)     | NP-5                      |
| 166                       | Julius van den Berg (NED) | 53.                       |
| 167                       | Łukasz Wiśniowski (POL)   | DNF-5                     |

| TotalEnergies TEN | TotalEnergies TEN        | TotalEnergies TEN |
| ----------------- | ------------------------ | ----------------- |
| Num               | Ciclista                 | Pos               |
| 171               | Pierre Latour (FRA)      | 14.               |
| 172               | Niccolò Bonifazio (ITA)  | DNF-8             |
| 173               | Mathieu Burgaudeau (FRA) | 31.               |
| 174               | Fabien Doubey (FRA)      | 27.               |
| 175               | Geoffrey Soupe (FRA)     | NP-7              |
| 176               | Anthony Turgis (FRA)     | NP-7              |
| 177               | Alexis Vuillermoz (FRA)  | DNF-7             |

| Intermarché-Wanty-Gobert Matériaux IWG | Intermarché-Wanty-Gobert Matériaux IWG | Intermarché-Wanty-Gobert Matériaux IWG |
| -------------------------------------- | -------------------------------------- | -------------------------------------- |
| Num                                    | Ciclista                               | Pos                                    |
| 181                                    | Biniam Girmay (ERI)                    | DNF-7                                  |
| 182                                    | Dimitri Claeys (BEL)                   | NP-7                                   |
| 183                                    | Aimé De Gendt (BEL)                    | DNF-6                                  |
| 184                                    | Baptiste Planckaert (BEL)              | NP-6                                   |
| 185                                    | Rein Taaramäe (EST) (CRI)              | DNF-8                                  |
| 186                                    | Loïc Vliegen (BEL)                     | DNF-8                                  |
| 187                                    | Georg Zimmermann (GER)                 | 23.                                    |

| Israel-Premier Tech IPT | Israel-Premier Tech IPT          | Israel-Premier Tech IPT |
| ----------------------- | -------------------------------- | ----------------------- |
| Num                     | Ciclista                         | Pos                     |
| 191                     | Carl Fredrik Hagen (NOR)         | NP-5                    |
| 192                     | Rudy Barbier (FRA)               | NP-2                    |
| 193                     | Guillaume Boivin (CAN) (estrada) | NP-3                    |
| 194                     | Hugo Houle (CAN)                 | 13.                     |
| 195                     | James Piccoli (CAN)              | NP-5                    |
| 196                     | Mads Würtz (DEN) (estrada)       | DNF-2                   |
| 197                     | Tom Van Asbroeck (BEL)           | NP-5                    |

| Alpecin-Fenix AFC | Alpecin-Fenix AFC       | Alpecin-Fenix AFC |
| ----------------- | ----------------------- | ----------------- |
| Num               | Ciclista                | Pos               |
| 201               | Jasper Philipsen (BEL)  | NP-6              |
| 202               | Tobias Bayer (AUT)      | 50.               |
| 203               | Silvan Dillier (SUI)    | 33.               |
| 204               | Senne Leysen (BEL)      | 57.               |
| 205               | Jonas Rickaert (BEL)    | NP-5              |
| 206               | Kristian Sbaragli (ITA) | NP-5              |
| 207               | Jay Vine (AUS)          | NP-5              |

| B&B Hotels-KTM BBK | B&B Hotels-KTM BBK     | B&B Hotels-KTM BBK |
| ------------------ | ---------------------- | ------------------ |
| Num                | Ciclista               | Pos                |
| 211                | Franck Bonnamour (FRA) | 24.                |
| 212                | Alexis Gougeard (FRA)  | DNF-8              |
| 213                | Victor Koretzky (FRA)  | 49.                |
| 214                | Jérémy Lecroq (FRA)    | NP-8               |
| 215                | Cyril Lemoine (FRA)    | DNF-8              |
| 216                | Luca Mozzato (ITA)     | DNF-8              |
| 217                | Jordi Warlop (BEL)     | DNF-6              |

Convenções:
- AB-N: Abandono na etapa "N"
- FLT-N: Retiro por chegada fora do limite de tempo na etapa "N"
- NTS-N: Não tomou a saída para a etapa "N"
- DES-N: Desclassificado ou expulsado na etapa "N"

## UCI World Ranking
A Paris-Nice outorgou pontos para o UCI World Ranking para corredores das equipas nas categorias UCI WorldTeam, UCI ProTeam e Continental. As seguintes tabelas são o barómetro de pontuação e os dez corredores que obtiveram mais pontos:
| Posição             | 1.º | 2.º | 3.º | 4.º | 5.º | 6.º | 7.º | 8.º | 9.º | 10.º | 11.º | 12.º | 13.º | 14.º | 15.º | 16.º-20.º | 21.º-30.º | 31.º-50.º | 51.º-55.º | 56.º-60.º |
| Classificação geral | 500 | 400 | 325 | 275 | 225 | 175 | 150 | 125 | 100 | 85   | 70   | 60   | 50   | 40   | 35   | 30        | 20        | 10        | 5         | 3         |
| Por etapa           | 60  | 25  | 10  |     |     |     |     |     |     |      |      |      |      |      |      |           |           |           |           |           |
| Líder               | 10  |     |     |     |     |     |     |     |     |      |      |      |      |      |      |           |           |           |           |           |

| Classificação |                        |                    |       |       |       |       |
| Posição       | Ciclista               | Equipa             | Geral | Etapa | Líder | Total |
| ------------- | ---------------------- | ------------------ | ----- | ----- | ----- | ----- |
| 1.º           | Primož Roglič          | Jumbo-Visma        | 500   | 120   | 30    | 650   |
| 2.º           | Simon Yates            | BikeExchange-Jayco | 400   | 70    | -     | 470   |
| 3.º           | Daniel Felipe Martínez | Ineos Grenadiers   | 325   | 25    | -     | 350   |
| 4.º           | Adam Yates             | Ineos Grenadiers   | 275   | -     | -     | 275   |
| 5.º           | Nairo Quintana         | Arkéa Samsic       | 225   | -     | -     | 225   |
| 6.º           | Jack Haig              | Bahrain Victorious | 175   | -     | -     | 175   |
| 7.º           | Wout van Aert          | Jumbo-Visma        | 10    | 140   | 10    | 160   |
| 8.º           | Ion Izagirre           | Cofidis            | 150   | -     | -     | 150   |
| 9.º           | João Almeida           | UAE Emirates       | 125   | -     | -     | 125   |
| 10.º          | Brandon McNulty        | UAE Emirates       | 60    | 60    | -     | 120   |